# Raymond Eger
Raymond William Benjamin Eger  (* 13. April 1911 in Paris, Frankreich; † 13. Februar 1982 ebenda) war ein französischer Filmproduzent und (unter dem Pseudonym William Benjamin) Drehbuchautor.

## Leben und Wirken
Eger stieß bereits in den 1930er Jahren zum Film und gründete, gemeinsam mit den jungen Kollegen Roger de Venloo, Francis Cosne und Alexandre Mnouchkine, mit der Société des Films Véga noch vor dem Zweiten Weltkrieg eine Filmproduktionsfirma. 1938 brachte die kleine Gesellschaft mit Die große Entscheidung als erstes einen für diese Krisenzeit (Jahr des Münchner Abkommens, Anschluss Österreichs) ungewöhnlich pazifistischen und völkerversöhnenden Film heraus. Durch den Krieg und die deutsche Besatzung zu weitgehender filmischer Untätigkeit verdammt, tat sich Eger nach Kriegsschluss erneut mit dem Kollegen de Venloo zusammen und gründete mit ihm die Produktionsstätte Majestic Films. Mit dem düsteren Film Noir Unter falschem Verdacht von Henri-Georges Clouzot stellte er 1947 seine erste künstlerisch bedeutende Produktion her, die von der Kritik mit Elogen bedacht wurde.
1949 machte sich Raymond Eger selbstständig und gründete die Produktionsgesellschaft Les Films E.G.E. Nach der verunglückten letzten Komödie mit Laurel & Hardy, Atoll K, gelang Eger in den 1950er Jahren eine Reihe von Kassenerfolgen, die ganz auf die körperlichen Reize seiner attraktiven Hauptdarstellerinnen Françoise Arnoul, Brigitte Bardot und Mylène Demongeot setzten. Vor allem der Bardot-Streifen Das Gänseblümchen wird entblättert erwies sich als Publikumshit, auch wenn die zeitgenössische Kritik zumeist schwere moralische Bedenken hegte. In den 1960er Jahren wurden Egers Kassenerfolge seltener. 1971 kam es bei Petroleum-Miezen noch einmal zu einer Zusammenarbeit mit der Bardot. Nach dem französisch-deutschen Softsexstreifen Haben Sie Interesse an der Sache? und einem Spätwerk von Bardot-Ex-Ehemann Roger Vadim (Die getreue Frau), mit dem der Produzent in den vorangegangenen Jahrzehnten immer mal wieder (z. B. beim Vampirfilm …und vor Lust zu sterben) zusammengearbeitet hatte, beendete Raymond Eger 65-jährig seine Produzententätigkeit.

## Filmografie
- 1938: Die große Entscheidung (Alerte en Méditerranée)
- 1939: L’Emigrante – Roman einer Abenteurerin (L’émigrante)
- 1945: J’ai dix-sept ans
- 1947: Unter falschem Verdacht (Quai des orfèvres)
- 1948: Tödliche Leidenschaften (Pattes blanches)
- 1951: Atoll K
- 1953: Im Schlafsaal der großen Mädchen (Dortoir des grandes)
- 1953: Die Liebenden von Toledo (Les amants de Tolède)
- 1954: Mord auf dem Dachgarten (Bonnes à tuer)
- 1956: Das Gänseblümchen wird entblättert (En effeuillant la Marguerite) (auch Originalgeschichte)
- 1958: Sei schön und halt den Mund (Sois belle et tais-toi) (auch Co-Drehbuch)
- 1960: …und vor Lust zu sterben (Et mourir de plaisir)
- 1962: Gelegenheitsarbeiter  (Les Bricoleurs)
- 1966: Champagner-Mörder (Le Scandale) (auch Originalgeschichte)
- 1968: Außergewöhnliche Geschichten (Histoires extraordinaires)
- 1968: Der Turm der verbotenen Liebe
- 1971: Petroleum-Miezen (Les Pétroleuses)
- 1974: Haben Sie Interesse an der Sache? (Vous intéressez-vous à la chose)
- 1976: Die getreue Frau (Une femme fidèle)